# آر استیوی مور

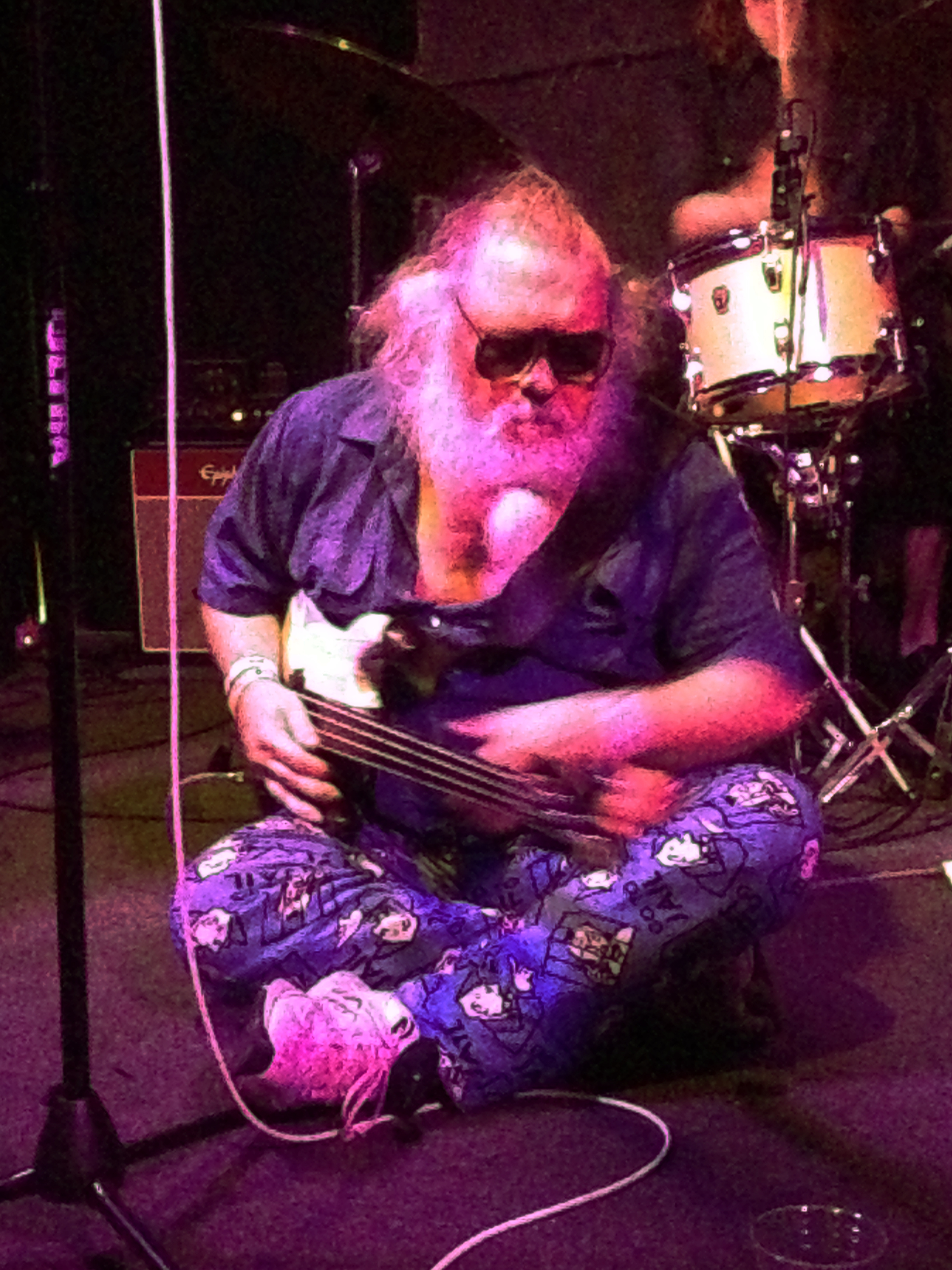
آر استیوی مور

آر استیوی مور (انگلیسی: R. Stevie Moore؛ زادهٔ ۱۸ ژانویهٔ ۱۹۵۲) یک موسیقی‌دان اهل ایالات متحده آمریکا است. وی از سال ۱۹۵۹ میلادی تاکنون مشغول فعالیت بوده‌است.